# 네와르족
네와르족(네팔어: नेवार)은 네팔의 카트만두 계곡과 인근에 걸친 네팔 만달라(Nepal Mandala) 일대에 거주하는 민족이다. 네팔의 역사적 중심지인 카트만두 계곡에 오랫동안 거주해온 토착 민족으로서, 이들은 스스로를 네팔의 진정한 원주민으로 자부한다. 네와르족 가운데에는 힌두교를 믿는 인구도, 네와르 불교를 믿는 인구도 있으며, 언어는 주로 중국티베트어족 계통의 네와르어를 사용하나 현대에 들어 네팔어 사용자도 빠르게 증가하고 있다.
2001년 네팔의 인구조사에 따르면 네와르족의 수는 124만 5천여 명으로, 이는 네팔 전체 인구의 5.48%이며 네팔에서 여섯 번째로 많은 수를 차지한다.

## 같이 보기
- 랄릿푸르 (네팔)
- 박타푸르
- 카트만두 계곡